# Concordia Königsberg
SpVgg Concordia Königsberg (celým názvem: Spielvereinigung Concordia 1911 Königsberg) byl německý fotbalový klub, který sídlil ve východopruské metropoli Königsberg (dnešní Kaliningrad v Kaliningradské oblasti). Založen byl v roce 1911, zanikl v roce 1945 po sovětsko-polské anexi Pruska. Klubové barvy byly zelená, černá a bílá.
Své domácí zápasy odehrával na stadionu Herzogsacker.

## Účast v nejvyšší soutěži
- Gauliga Ostpreußen
  - 1936/37, 1937/38

## Umístění v jednotlivých sezonách
Stručný přehled
Zdroj: 
- 1936–1938: Gauliga Ostpreußen – sk. Königsberg

Jednotlivé ročníky
Zdroj: 
Legenda: Z – zápasy, V – výhry, R – remízy, P – porážky, VG – vstřelené góly, OG – obdržené góly, +/- – rozdíl skóre, B – body, červené podbarvení – sestup, zelené podbarvení – postup, fialové podbarvení – reorganizace, změna skupiny či soutěže
| Velkoněmecká říše (1936 – 1938) |                                     |        |    |   |   |   |    |    |     |    |        |
| Sezóny                          | Liga                                | Úroveň | Z  | V | R | P | VG | OG | +/- | B  | Pozice |
| 1936/37                         | Gauliga Ostpreußen – sk. Königsberg | 1      | 12 | 5 | 2 | 5 | 22 | 25 | -3  | 12 | 4.     |
| 1937/38                         | Gauliga Ostpreußen – sk. Königsberg | 1      | 12 | 5 | 0 | 7 | 24 | 31 | -7  | 10 | 4.     |